# Donax erythraeensis
Donax erythraeensis is een tweekleppigensoort uit de familie van de Donacidae. De wetenschappelijke naam van de soort is voor het eerst geldig gepubliceerd in 1881 door Bertin.